# Pinakoteka Brera
Pinakoteka Brera (wł. Pinacoteca di Brera) – muzeum przy ulicy Via Brera w Mediolanie we Włoszech, otwarte dla publiczności w 1803 r., posiadające wyróżniającą się kolekcję włoskiego malarstwa, m.in. dzieła Canaletta, Caravaggia i Rafaela. Muzeum powstało dzięki mecenatowi państwowemu.

## Historia
Muzeum mieści się w Palazzo di Brera – budynku, którego historia sięga I poł. XIII w., kiedy na obrzeżach ówczesnego Mediolanu osiedlili się członkowie półświeckiego zakonu humiliatów, łączący modlitwę z pracą fizyczną i znani w świecie zachodnim z wyrobu tkanin. W 1229 rozpoczęli oni budowę klasztoru i kościoła Santa Maria, ukończonego dopiero w 1347. W 1572, po decyzji papieża Piusa V likwidującej kongregację humiliatów, kompleks budynków przeszedł w ręce jezuitów, którzy otworzyli w nim szkołę i kolegium, a z biegiem lat zupełnie przebudowali, m.in. przy udziale znanego XVII-wiecznego architekta mediolańskiego, Francesca Marii Richiniego. W 1773 rozwiązano zakon jezuitów a założone przez nich kolegium przeszło pod zarząd państwa.
Ostateczny kształt nadał budynkowi architekt Giuseppe Piermarini, który pracował nad nim od roku 1774 na polecenie cesarzowej Marii Teresy. Zmieniono wówczas przeznaczenie budynku: znalazły się tam m.in. szkoły, obserwatorium astronomiczne, biblioteka i pinakoteka, która pierwotnie gromadziła odlewy, rysunki i ryciny wykorzystywane jako pomoce dydaktyczne przez studentów założonej w 1776 Accademia di Belle Arti (Akademii Sztuk Pięknych).
W 1803, za rządów napoleońskich, pinakoteka została udostępniona publiczności. W następnych latach zbiory muzeum znacząco się powiększały, m.in. o dzieła z likwidowanych kościołów Lombardii. Dzięki dekretowi wicekróla Eugeniusza de Beauharnais zakupiono m.in. słynny obraz Rafaela, Zaślubiny Marii.

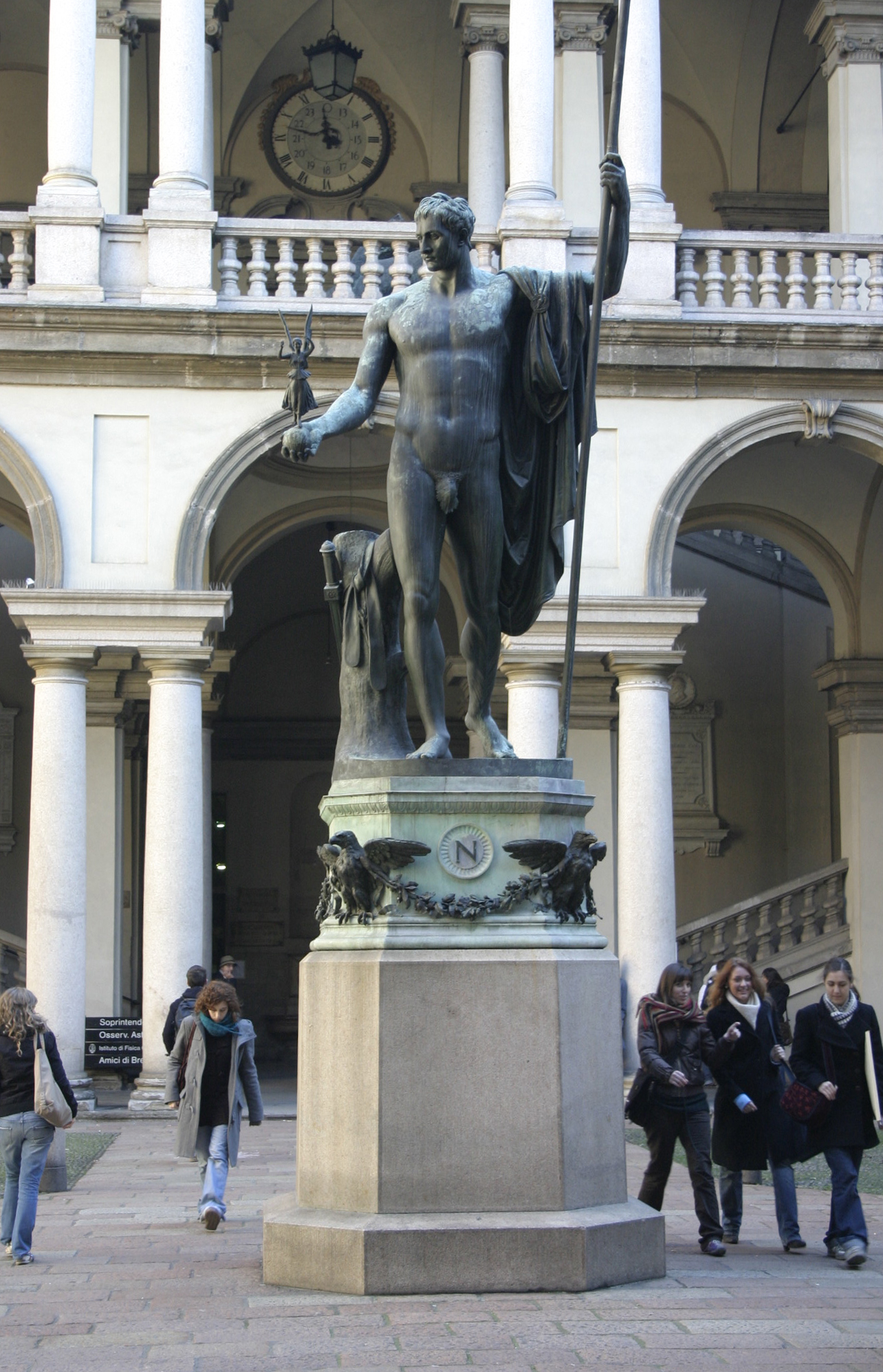
Statua Napoleona dłuta Antonia Canovy na dziedzińcu pinakoteki

Do rozwoju muzeum w początkowej fazie jego istnienia przyczynił się Andrea Appiani, malarz, portrecista Napoleona i komisarz ds. sztuk pięknych. Dzięki jego staraniom pinakoteka wzbogaciła swoją kolekcję m.in. o Kazanie św. Marka pędzla Gentilego i Giovanniego Bellinich, Odnalezienie ciała św. Marka Tintoretta czy arcydzieło Piero della Francesca, Pala Montefeltro (Madonna w otoczeniu świętych). Żeby pomieścić nowe dzieła, postanowiono przenieść je do budynku dawnego kościoła, który został podzielony na dwa piętra przez architekta Pietra Gilardoniego. Otwarcie odnowionej pinakoteki ze zbiorem 139 obrazów odbyło się 15 sierpnia 1809, w rocznicę urodzin Napoleona. W dalszym ciągu powiększano zbiory prac malarskich, których w 1813 było już prawie 900; jedną z nich była Pietà Belliniego.
W 1859, z okazji uroczystego wjazdu do Mediolanu Wiktora Emanuela II i Napoleona III po zwycięskiej bitwie pod Magentą, na dziedzińcu pinakoteki stanął brązowy posąg Napoleona jako Marsa niosącego pokój autorstwa Antonia Canovy, odlany w Rzymie w latach 1811–1812.
W 1882 Pinakoteka Brera została oddzielona od Akademii Sztuk Pięknych i zaczęła działać jako samodzielna instytucja o znaczeniu ogólnonarodowym pod pieczą malarza i witrażysty Giuseppe Bertiniego, który zreorganizował jej ekspozycję, powiększając ją o m.in. dwie kwatery Poliptyku Griffonich Francesca del Cossy i Portret Andrei Dorii jako Neptuna Bronzina. W 1898 dyrektorem muzeum został Corrado Ricci, który uporządkował ekspozycję w układzie chronologicznym z podziałem według szkół regionalnych, doprowadził też do rozbudowy galerii o dodatkowe sale. W pierwszej połowie XX w., dzięki stowarzyszeniu „Przyjaciele Brery i Muzeów Mediolanu”, kolekcja pinakoteki powiększyła się o Wieczerzę w Emmaus Caravaggia, Wiosenne pastwiska Giovanniego Segantiniego i Altanę w ogrodzie Silvestra Legi.
Siedziba muzeum ucierpiała w wyniku bombardowań w czasie II wojny światowej, zbiory jednak zostały ocalone. Odbudowę rozpoczęto w 1946, pracami kierował architekt Pietro Portaluppi. Pinakoteka wznowiła działalność w 1950. W 1974 została rozbudowana a zbiory wzbogaciły się o kolejne 50 dzieł malarzy i rzeźbiarzy włoskich z początków XX w.

## Dzieła
Zasadniczą część zbiorów muzeum stanowią obrazy artystów włoskiego renesansu, ale znajdują się tu także prace z innych epok. Poniżej wymieniono niektóre z dzieł kolekcji Pinakoteki Brera, uporządkowane według lat ich powstania. Przy każdym podano wymiary, zastosowaną przez twórcę technikę malarską oraz krótki opis.

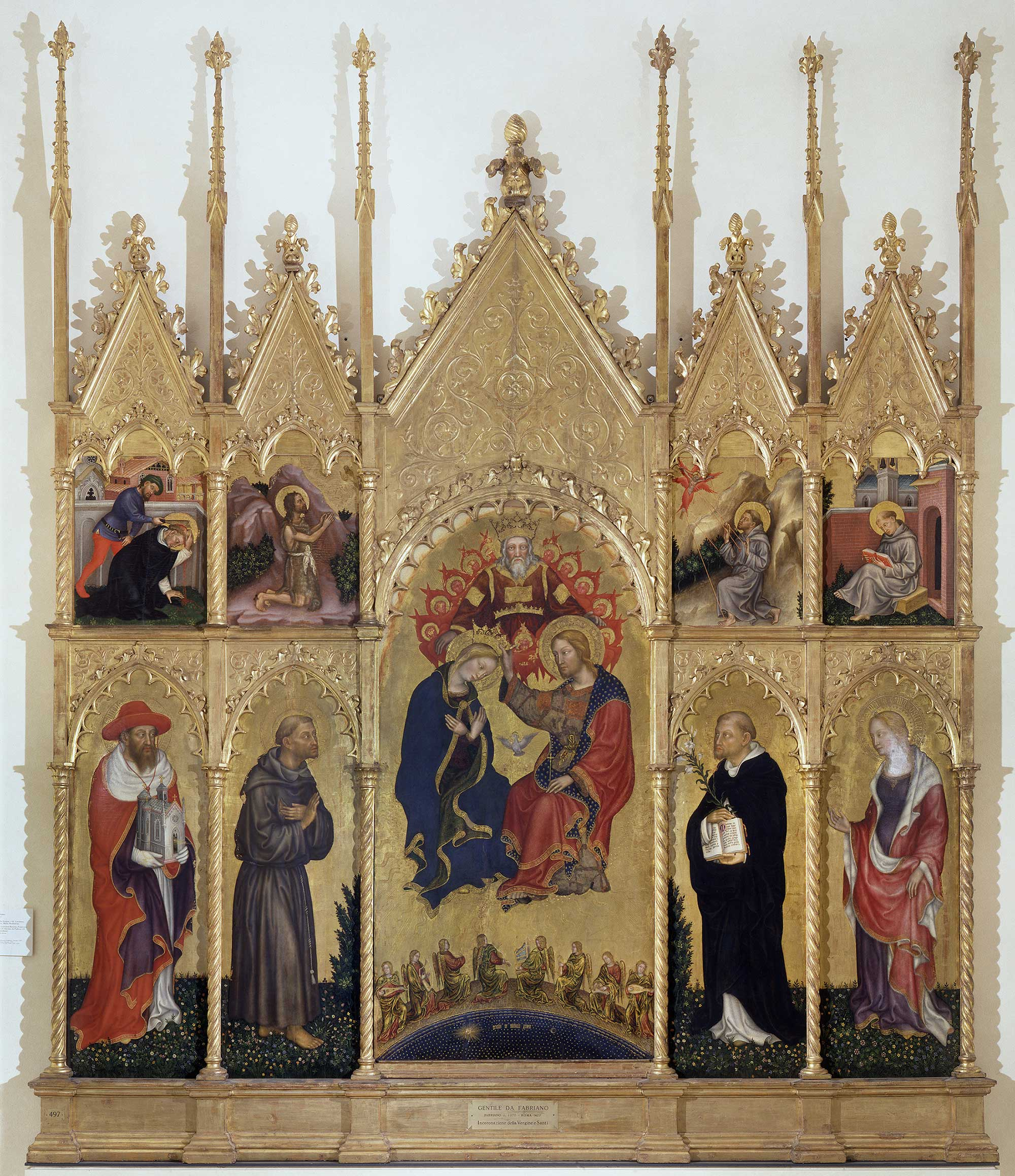
Gentile da Fabriano, Poliptyk z Valle Romita

### Gentile da Fabriano–Poliptyk z Valle Romita(ok. 1408–1412)
tempera na desce; wymiary: kwatera środkowa – 152,7 × 79,6 cm; kwatery górne – 48,8 × 38 cm; boczne – 117,6 × 40 cm
Ten bogato złocony poliptyk został wykonany przez Gentilego w klasztorze bernardynów Santa Maria w Valdisasso i stanowił główny element wystroju przyklasztornego kościoła aż do początków XIX w., kiedy został podzielony na części, z których kwatera główna i cztery boczne znalazły się w pinakotece w 1811. Brakujące cztery górne kwatery zostały nabyte przez muzeum w 1901. Centralna część dzieła przedstawia koronację Matki Boskiej, sąsiadują z nią postaci świętych: Franciszka i Dominika. W pozostałych kwaterach można zobaczyć m.in.: św. Hieronima, Marię Magdalenę i Jana Chrzciciela.

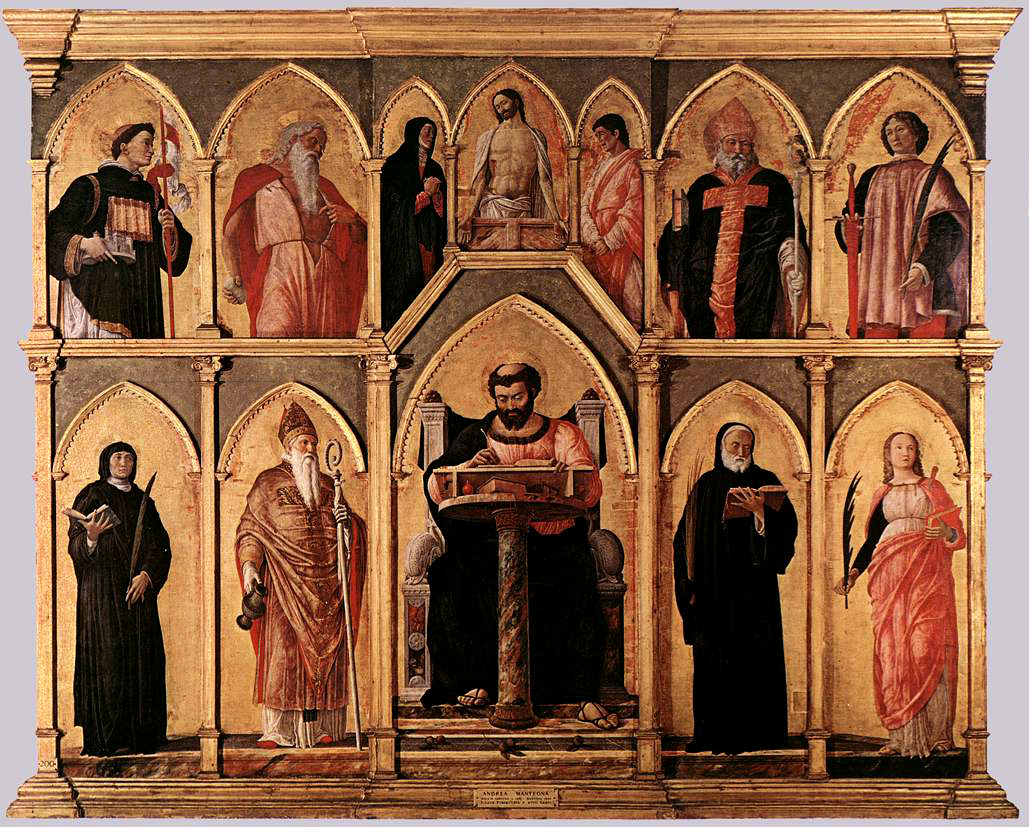
Andrea Mantegna Poliptyk ze św. Łukaszem

### Andrea Mantegna–Poliptyk ze św. Łukaszem(1453–1454)
tempera na desce; wymiary: 178 × 227 cm
Wykonanie poliptyku zlecili w 1453 przebywającemu w Padwie artyście benedyktyni z opactwa Santa Giustina. W archiwum miejskim zachowała się do dziś umowa, którą Mantegna zawarł z zakonnikami; zobowiązywał się on w niej m.in. do własnoręcznego namalowania wszystkich postaci, nabycia na własny koszt farb i wykonania błękitnej ramy (dziś zaginionej).
Centralna część poliptyku przedstawia św. Łukasza, patrona artystów, jako pochylonego nad pulpitem kopistę. W dolnym rzędzie, od lewej strony, Mantegna namalował świętych: Felicytę, Prosdocyma, Benedykta i Justynę, patronkę zamawiającego obraz klasztoru. Stoją oni w jednym planie na pokazanej w mocnym skrócie perspektywicznym posadzce o wzorze szachownicy, nadającej obrazowi głębi.

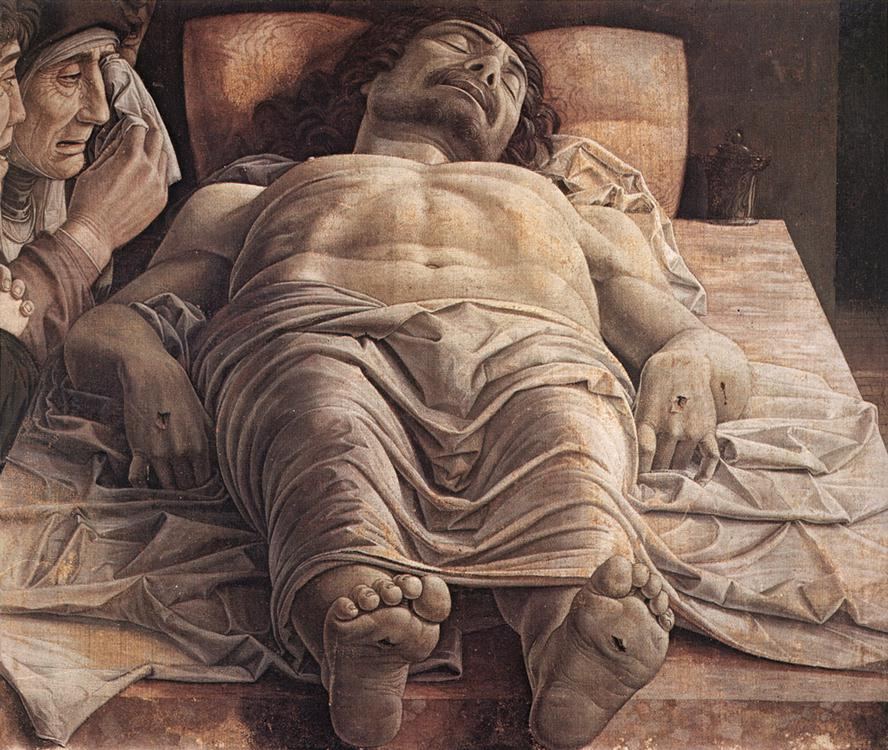
Andrea Mantegna, Martwy Chrystus

### Andrea Mantegna –Opłakiwanie zmarłego Chrystusa(ok. 1475–1478)
tempera na płótnie; wymiary: 68 × 81 cm
W 1460, po kilkuletnich namowach, sławny już – mimo młodego wieku – Mantegna przyjął posadę nadwornego malarza u Ludovica Gonzagi w Mantui, gdzie przebywał przez kilkadziesiąt lat. Tam powstał między innymi ten obraz, przedstawiający martwe ciało Chrystusa, ze stopami na pierwszym planie, ujęte w odważnym perspektywicznym skrócie. Dzieło wyróżnia się bardzo realistycznym oddaniem detali. W dalszym planie, z lewej strony, widać twarze płaczącej Maryi i Józefa z Arymatei oraz przypuszczalnie Marii Magdaleny.
Mimo że Martwy Chrystus zaliczany jest do najważniejszych dzieł artysty, nie zachowały się informacje o genezie jego powstania. Nie są znane też dokładne jego losy; wiadomo tylko, że kiedyś z Mantui trafiło do Ferrary, by na początku XVII w. znaleźć się w posiadaniu rodziny Aldobrandinich w Rzymie. Do pinakoteki trafiło w roku 1824.

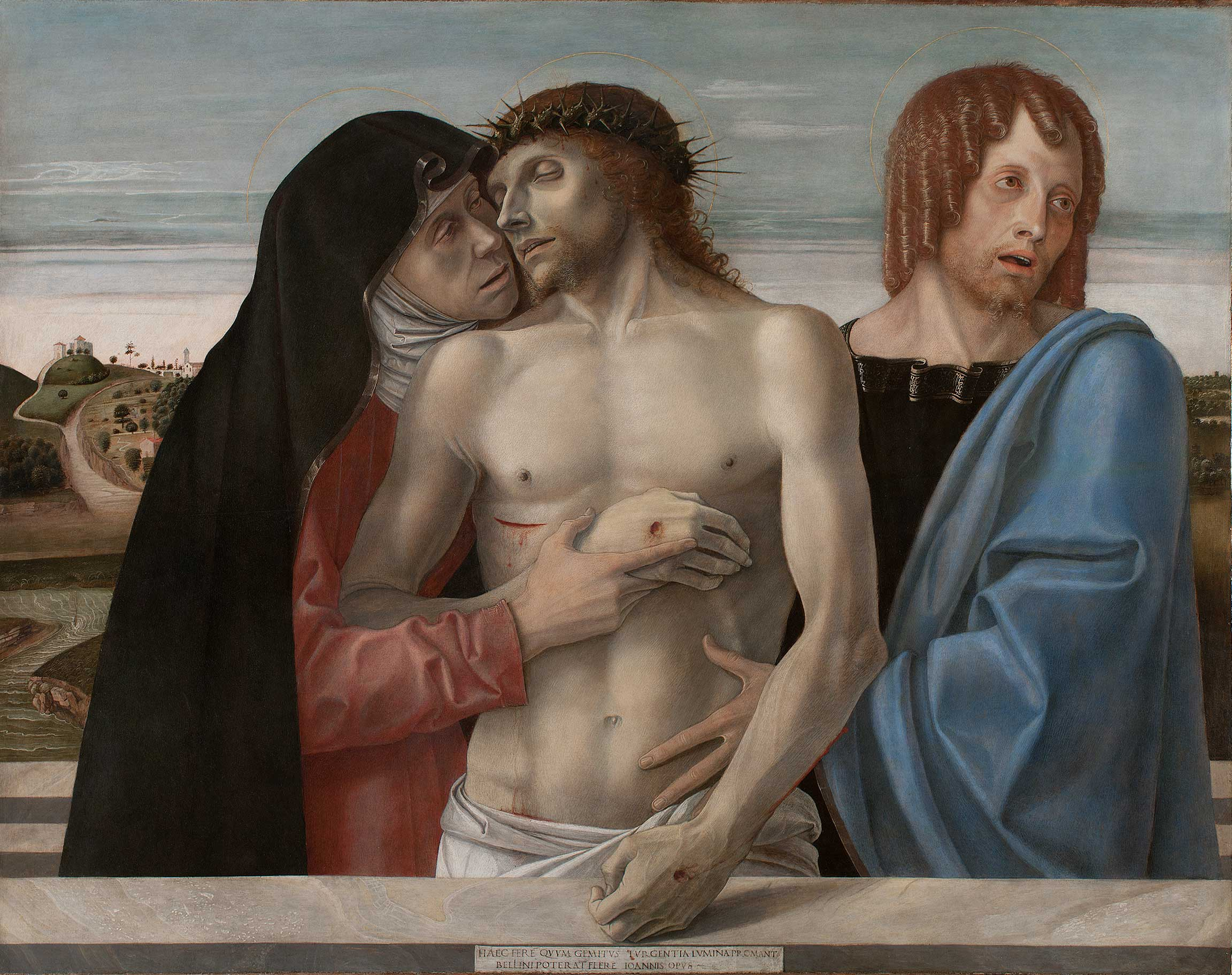
Giovanni Bellini, Pietà

### Giovanni Bellini–Pietà(ok. 1460)
tempera na desce; wymiary: 86 × 102 cm
Obraz przedstawia martwego Chrystusa podtrzymywanego przez Maryję i św. Jana. U dołu widoczna jest łacińska inskrypcja z nazwiskiem artysty.

### Giovanni Bellini –Madonna greca(ok. 1460–1465)
tempera na desce; wymiary: 82 × 62 cm
Jeden z obrazów Belliniego przedstawiających Madonnę z Dzieciątkiem, którym w dużym stopniu artysta zawdzięczał swoją sławę wśród współczesnych. Znany jako Madonna greca ze względu na nawiązania do motywów bizantyjskich ikon. Dzieło przypuszczalnie powstało na zamówienie prywatne, później znalazło się w Pałacu Dożów w Wenecji.

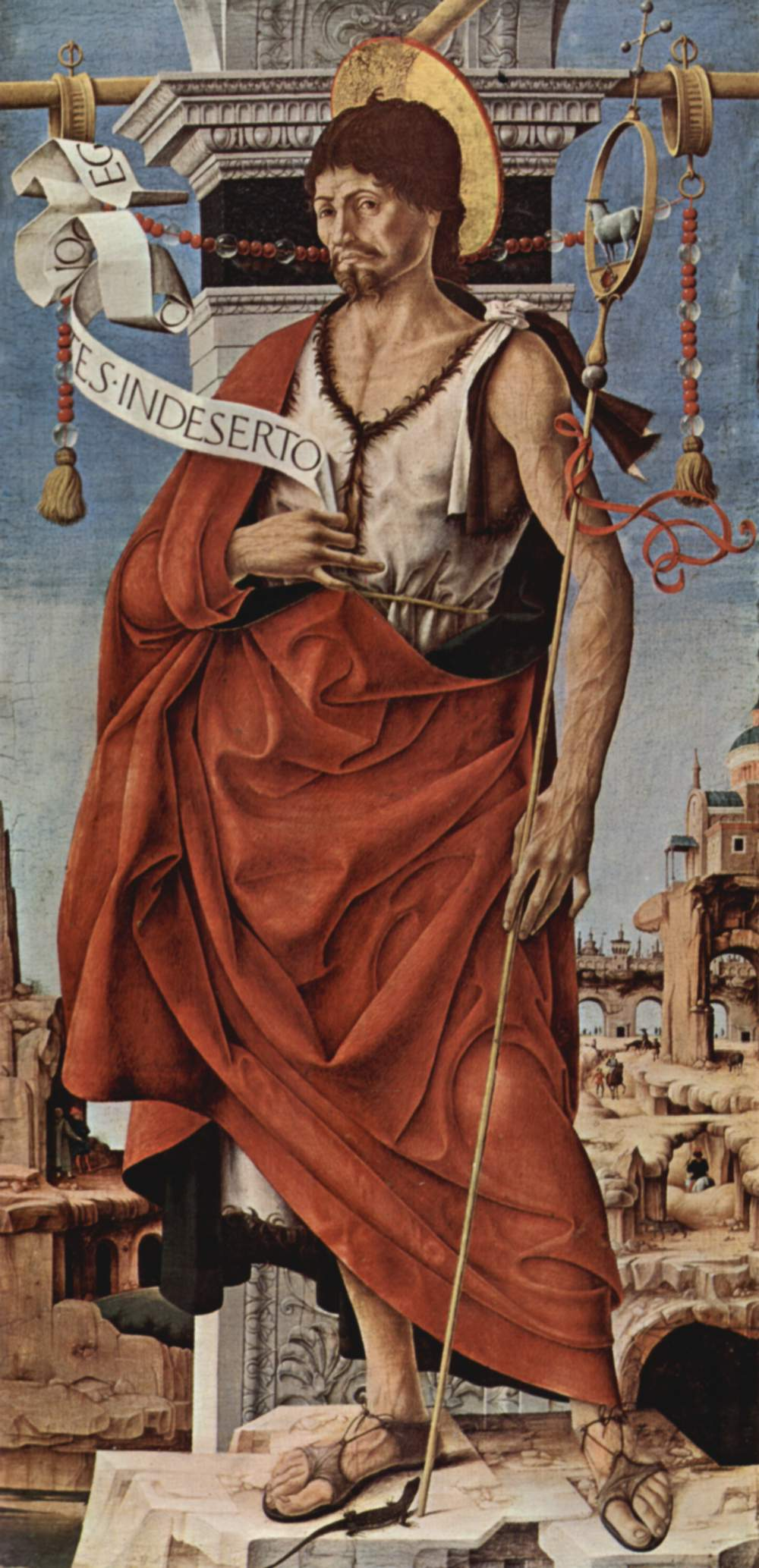
Francesco del Cossa – Święty Jan Chrzciciel

### Francesco del Cossa–Święty Jan Chrzciciel(ok. 1472–1473)
tempera na desce; wymiary: 112x55 cm
Obraz przedstawiający Jana Chrzciciela był pierwotnie częścią dużego poliptyku, którego głównym bohaterem był hiszpański dominikanin, św. Wincenty Ferreriusz. Poliptyk powstał na zamówienie Floriana Griffoniego i znalazł się w należącej w II poł XV w. do jego rodziny kaplicy w bazylice San Petronio w Bolonii.
Dzieło, nazywane Poliptykiem Griffonich, zostało ok. roku 1730 podzielone na kwatery, które najpierw znajdowały się w bolońskich kolekcjach, w 1851 – w Ferrarze a dwie z nich zostały zakupione przez pinakotekę w 1893. W 1934 historyk sztuki Roberto Longhi przeprowadził rekonstrukcję obrazu.

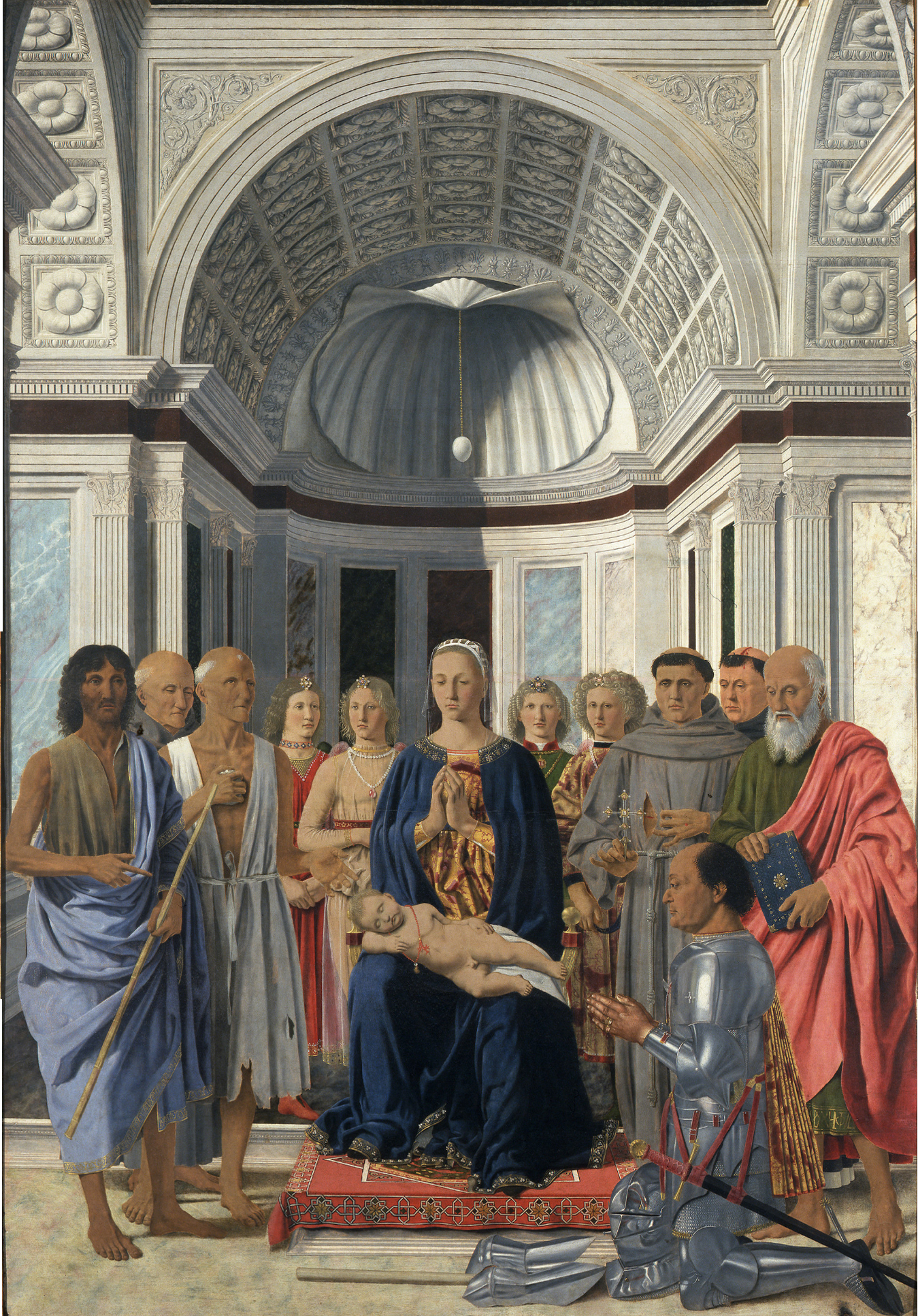
Piero della Francesca, Madonna z dzieciątkiem w otoczeniu świętych

### Piero della Francesca–Madonna z Dzieciątkiem w otoczeniu świętych(ok. 1472–1474)
olej na desce; wymiary: 251 × 172 cm
Dzieło – znane też pod nazwami: Sacra Conversazione, Madonna z Dzieciątkiem i Federikiem da Montefeltro, Pala Montefeltro lub Pala di Brera – powstało w Urbino na zamówienie księcia Federica da Montefeltro, którego klęcząca postać w zbroi widoczna jest na pierwszym planie. W centralnej części siedząca na podwyższeniu Matka Boża, ze złożonymi w modlitewnym geście dłońmi, trzyma na kolanach śpiące Dzieciątko; otacza ich półotwarty krąg postaci świętych. Scena „świętej rozmowy” ma prawdopodobnie miejsce w kościele.
Pierwotnie obraz miał większe rozmiary, lecz został przycięty ze wszystkich czterech stron.

### Luca Signorelli–Biczowanie(ok. 1475–1480)
tempera na desce; wymiary: 84 × 60 cm
Obraz przedstawia scenę biczowania Chrystusa. Namalowany został na desce topolowej, prawdopodobnie dla Bractwa dei Raccomandati z siedzibą w kościele Santa Maria del Mercato i pierwotnie stanowił część drewnianego sztandaru procesyjnego, na którego odwrocie znajdowała się Matka Boska karmiąca. Obie prace, już rozdzielone, trafiły do Pinakoteki w roku 1811.
Jest to pierwszy obraz Signorelliego, na którym umieścił on swoją sygnaturę: Opus Luce Cortonensis, czyli „dzieło Łukasza z Cortony”.

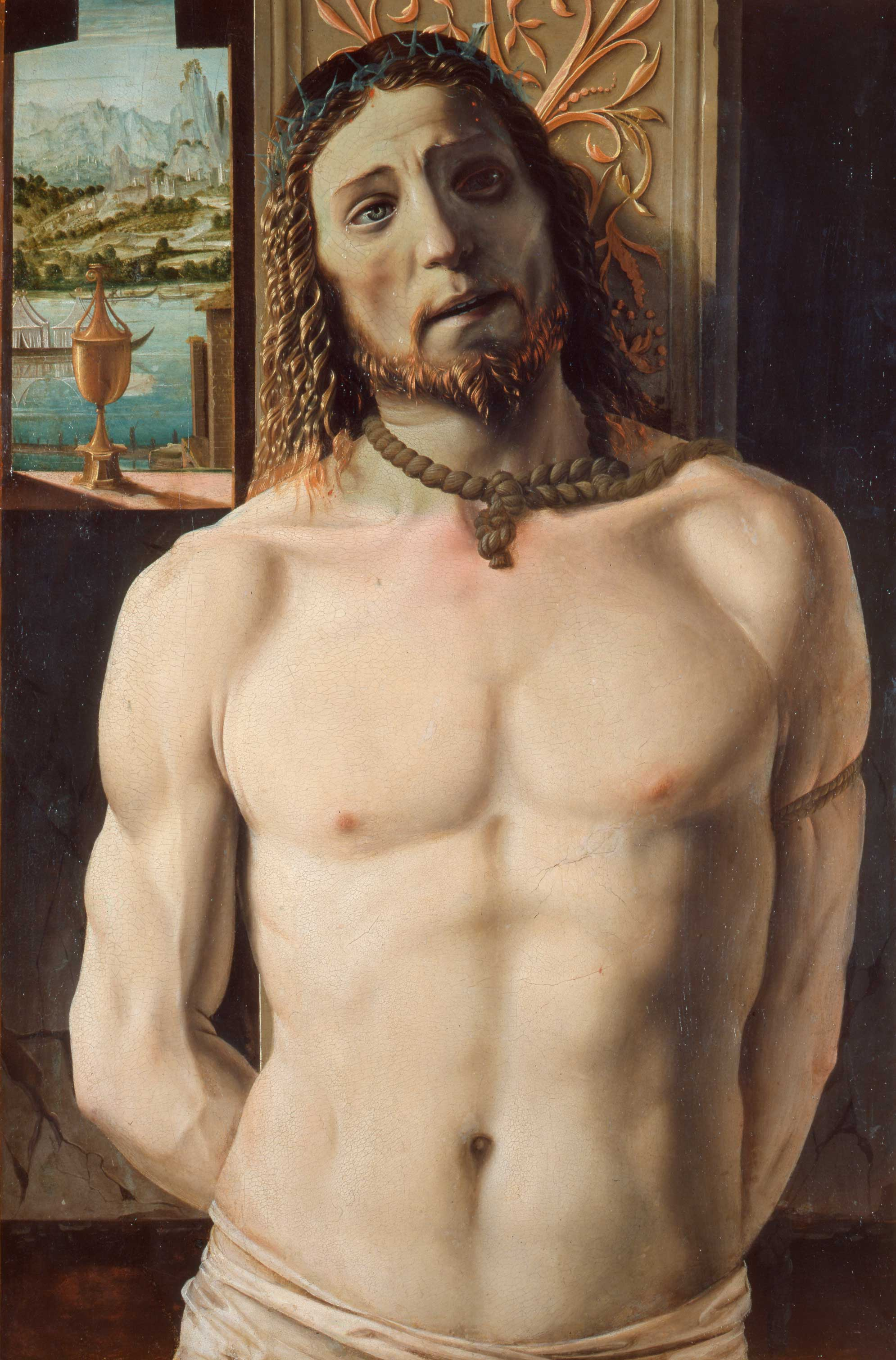
Donato Bramante, Chrystus przy kolumnie

### Donato Bramante–Chrystus przy kolumnie(ok. 1480–1481)
tempera na płótnie przymocowanym do deski; wymiary: 93,7 × 62,5 cm
Obraz przedstawia Chrystusa, z nagim torsem i koroną cierniową na głowie, przywiązanego do kolumny przed biczowaniem. W przeciwieństwie do typowego sposobu przedstawiania tego tematu, nie ma tu innych postaci, a w tle, przez okno, widać górzysty pejzaż z lustrem wody.
Pinakoteka weszła w posiadanie tego dzieła w roku 1915; wcześniej znajdowało się w kościele w opactwie Chiaravalle koło Mediolanu. Autorstwo obrazu przypisuje się Bramantemu na podstawie wzmianki w traktacie Giovanniego Paola Lomazzo z 1590, choć pod koniec XIX w. pojawiły się hipotezy, że jego twórcą był Bramantino.

### Ercole de’ Roberti–Madonna na tronie w otoczeniu świętych(1480)
olej na desce; wymiary: 323 × 240 cm
Dzieło, znane też jako Pala di Ravenna, przedstawia temat Sacra Conversazione. Pod arkadowym sklepieniem, na tronie, zasiada Matka Boża z Dzieciątkiem, obok niej siedzą: św. Elżbieta i św. Anna. Tron ustawiony jest na platformie wspartej podporami, pomiędzy którymi, w tle, rozciąga się panorama Rawenny. Poniżej, na pierwszym planie, stoją św. Augustyn i bł. Piotr degli Onesti, założyciel zakonu kanoników regularnych z Rawenny, którzy w 1480 zamówili ten obraz.
Obraz został umieszczony w kościele Santa Maria in Porto Fuori. W 1550 zakonnicy przeprowadzili się do innego klasztoru, w którym dzieło znajdowało się do 1798 a w 1811 trafiło do zbiorów pinakoteki. W tym okresie jego autorstwo zostało przypisane Stefano da Ferrara, co w świetle źródeł historycznych w 1887 uznano za błąd.

### Carlo Crivelli–Matka Boska z Dzieciątkiem(ok. 1488–1490)
tempera na desce; wymiary: 218 × 75 cm
Obraz umieszczony był w środkowej kwaterze poliptyku, który Crivelli wykonał do katedry w Camerino. Do pinakoteki trafił w 1811. Przedstawia Matkę Boską z Dzieciątkiem, siedzącą na tronie, u którego stóp stoi niewielka świeczka; ze względu na ten detal obraz jest znany też pod nazwą Matka Boska ze świeczką.

### Vincenzo Foppa–Poliptyk delle Grazie(ok. 1500–1505)
olej i tempera na desce; wymiary: 360 × 292 cm
Dzieło zostało przejęte przez pinakotekę wraz z innymi obiektami należącymi do kościoła Santa Maria delle Grazie. W centralnej, dolnej części widoczna jest Matka Boża z Dzieciątkiem, a nad nią św. Franciszek otrzymujący stygmaty.

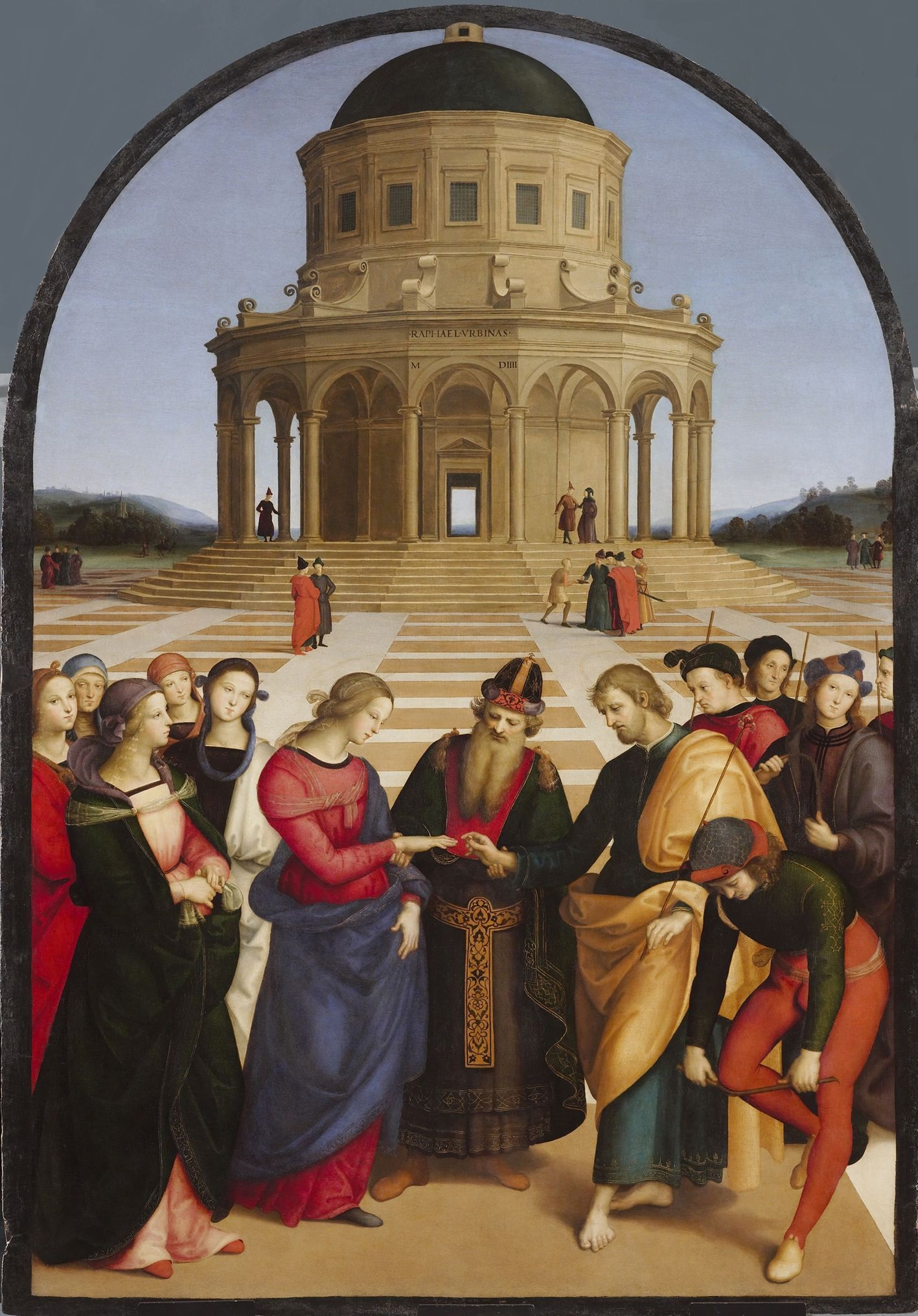
Rafael, Zaślubiny Marii

### Rafael–Zaślubiny Marii(1504)
olej na desce; wymiary: 170 × 118 cm
Obraz przedstawia scenę zaślubin Marii i Józefa, moment, gdy Józef nakłada Marii pierścień. Jego zamówienie do kościoła San Francesco w Città di Castello wiąże się z konfliktem politycznych, który powstał w 1478, gdy mieszkańcy Perugii wykradli z miasta Chiusi ten, uważany za bezcenną relikwię, pierścień.

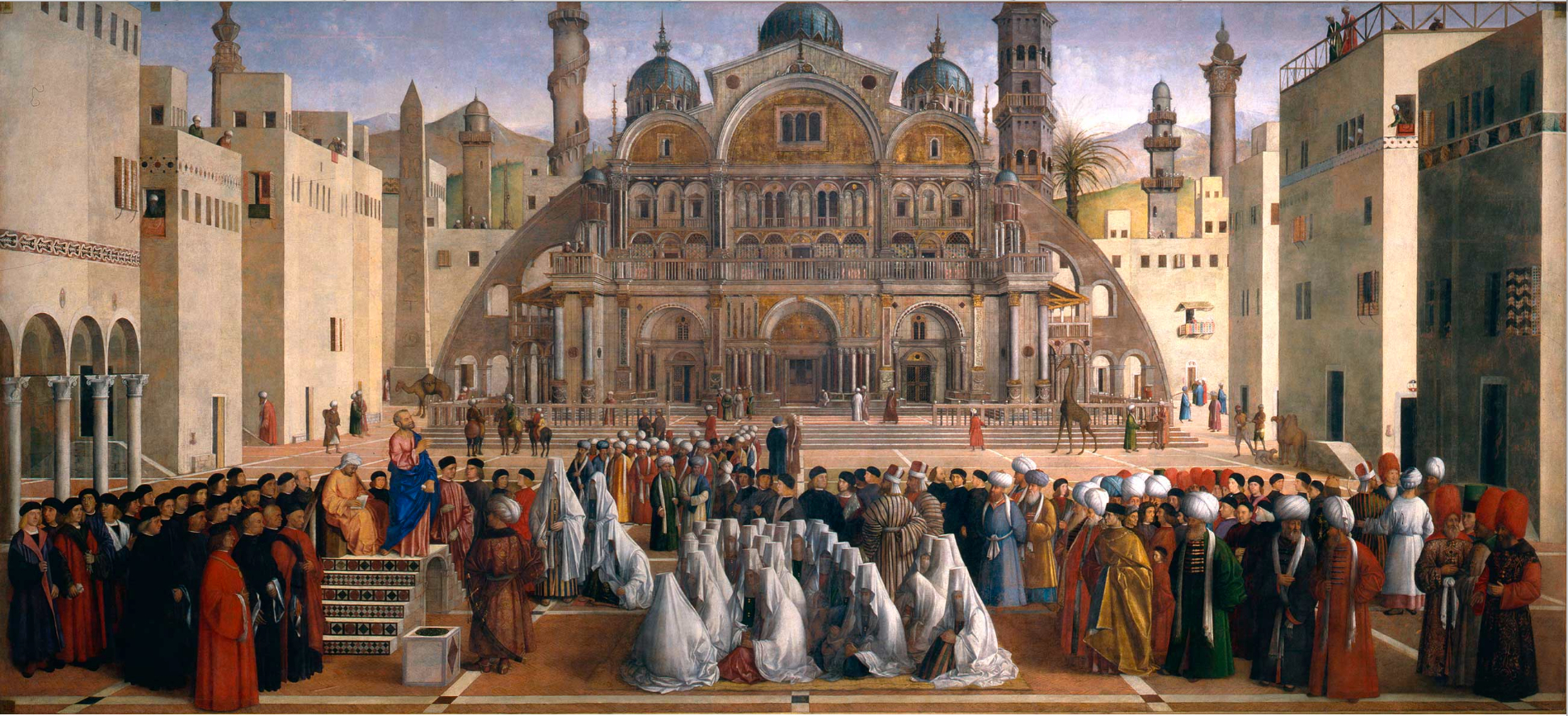
Gentile i Giovanni Bellini, Kazanie św. Marka na placu w Aleksandrii

### GentileiGiovanni Bellini–Kazanie św. Marka na placu w Aleksandrii(1504–1515)
olej na płótnie, wymiary: 347 × 770 cm
Ogromnych rozmiarów obraz, rozpoczęty przez Gentilego Belliniego, został po jego śmierci ukończony przez jego młodszego brata, Giovanniego. Powstał w ramach cyklu 7 scen z życia św. Marka, przeznaczonego do Sali Zebrań w Scuola di San Marco w Wenecji. Na pierwszym planie przemawia stojący na podwyższeniu św. Marek. Słucha go grupa Wenecjan oraz tłum postaci w orientalnych strojach. W tle stoi meczet z trzema kopułami.
Postaci obu braci Bellinich znajdują się na płótnie wśród słuchaczy św. Marka. Uważa się, że mężczyzna w czerwonej szacie przy podium, z lewej strony obrazu, to Gentille. Giovanni zaś przedstawiony jest w złocistym stroju, po prawej stronie.
Obraz trafił do galerii w Brerze w 1809, po fali napoleońskich konfiskat dzieł sztuki.

### Bramantino–Ukrzyżowanie(ok. 1510–1511)
olej na płótnie; wymiary: 372 × 270 cm
Płótno przedstawia scenę ukrzyżowania z tradycyjnymi motywami ikonograficznymi: aniołem, diabłem, słońcem, księżycem, czaszką Adama. Nie są znane szczegóły dotyczące powstania oraz przeznaczenia obrazu.
W pinakotece obraz był wystawiany w 1806, przy czym jego autorstwo przypisywano wówczas Bramantemu. W 1871 uznano jednak, że jego twórcą był Bramantino. W połowie XIX w. dzieło oddano w depozyt do kościoła we wsi Villincino ale w 1861 trafiło ono z powrotem do galerii w Brerze.

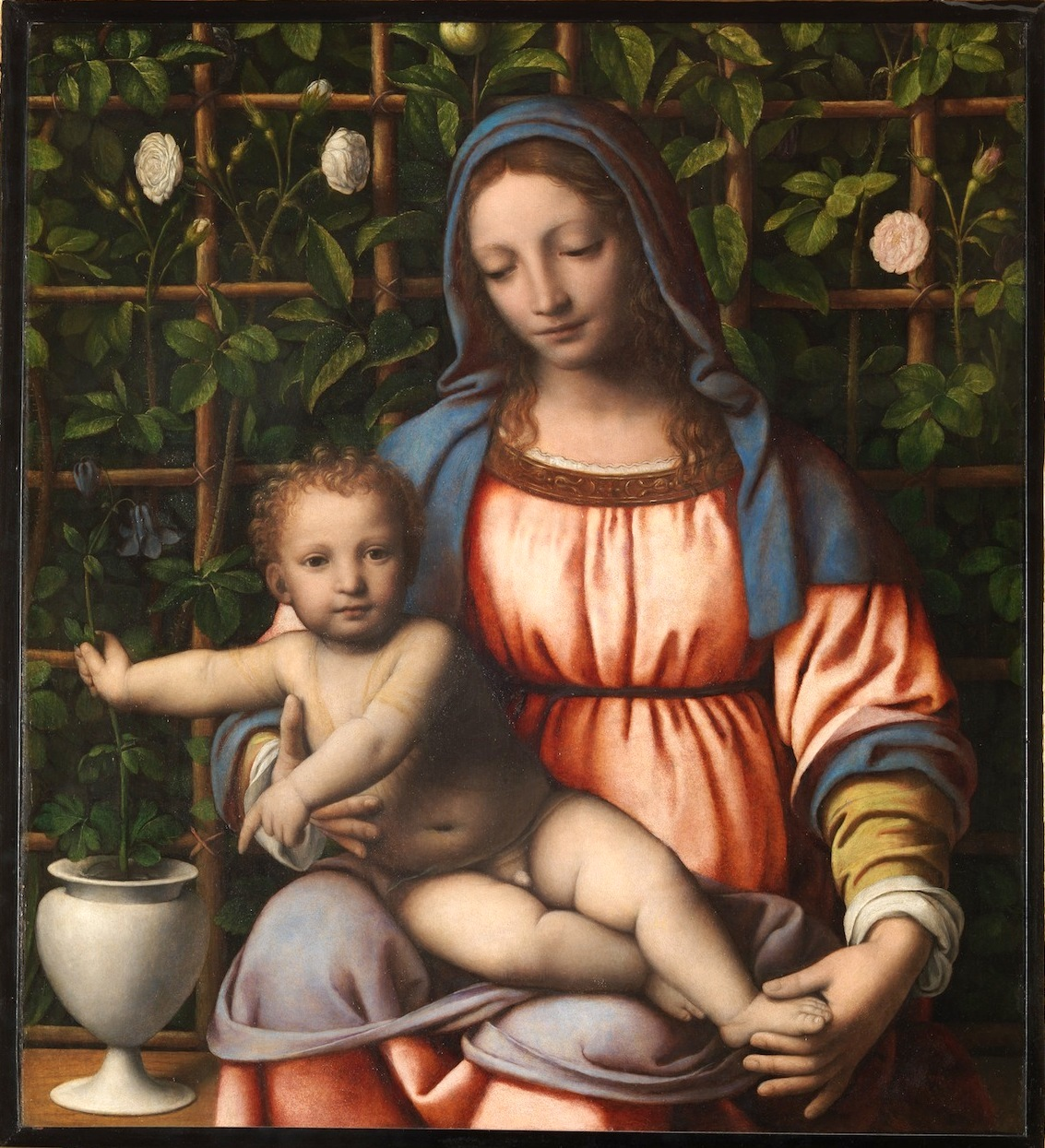
Bernardino Luini, Matka Boska w ogrodzie różanym

### Bernardino Luini–Matka Boska w ogrodzie różanym(ok. 1520–1525)
olej na desce; wymiary: 70 × 63 cm
Obraz, znany jako Madonna del roseto, wszedł do zbiorów pinakoteki w 1825. Nie są pewne okoliczności jego powstania. Badacze przypuszczają, że pochodzi z klasztoru kartuzów koło Pawii.
Obraz przedstawia Madonnę z Dzieciątkiem w ogrodzie. Oświetlone postaci na pierwszym planie kontrastują z ciemnym tłem, w którym znajduje się krata z pnącymi różami.

### Dosso Dossi–Święty Sebastian(ok. 1526)
olej na desce; wymiary: 182 × 95 cm
Dzieło przedstawiające postać św. Sebastiana, przywiązanego do drzewa i przeszytego strzałami, pochodzi z późniejszego okresu twórczości artysty. Znajdowało się w kościele Santissima Annunziata w Cremonie. Do pinakoteki trafiło w 1808.

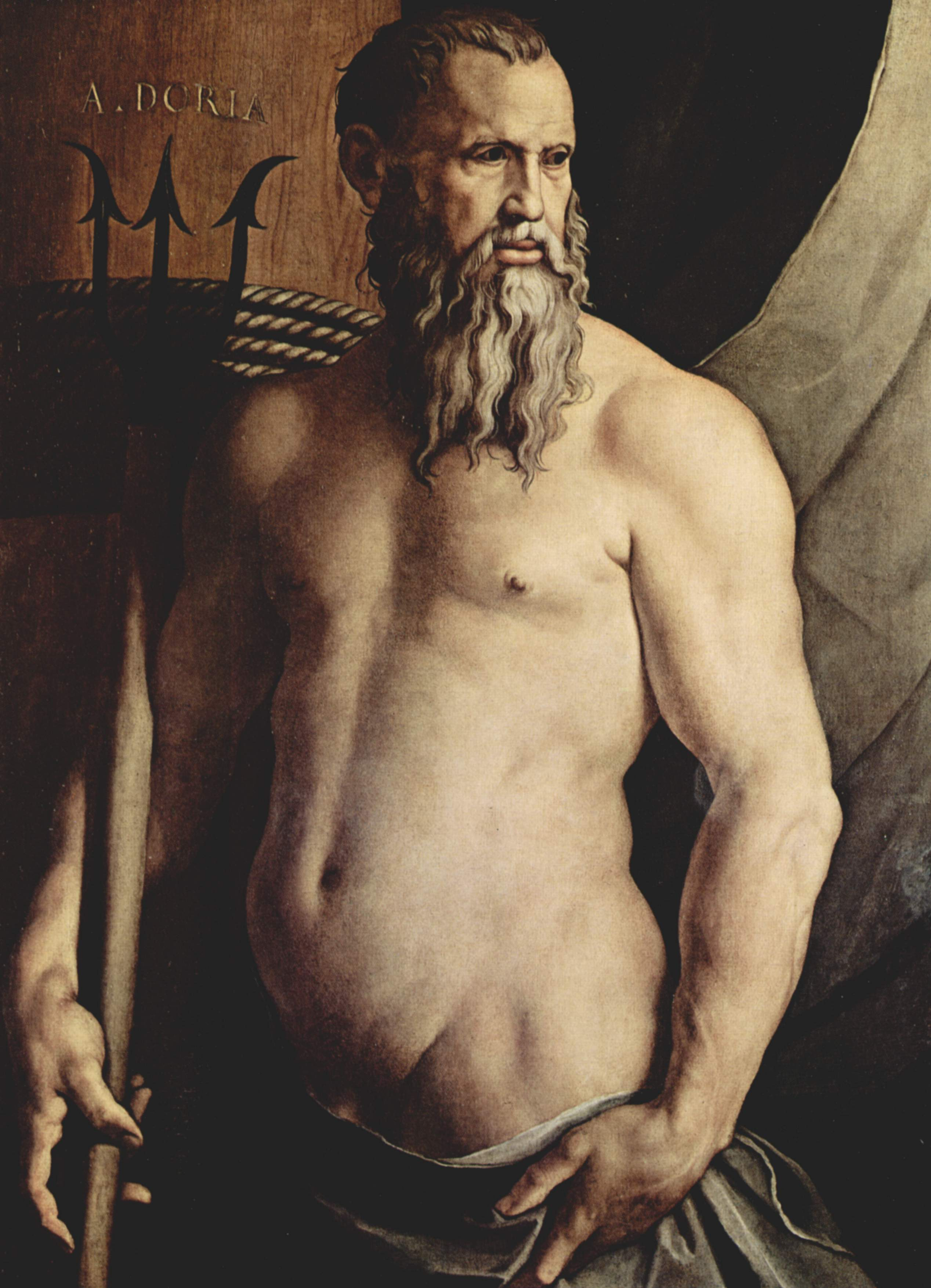
Agnolo Bronzino, Portret Andrei Dorii jako Neptuna

### Agnolo Bronzino–Portret Andrei Dorii jako Neptuna(ok. 1540–1550)
olej na płótnie; wymiary: 115 × 53 cm
Alegoryczny portret genueńskiego szlachcica Andrei Dorii przedstawionego jako Neptun dzierżący trójząb (pierwotnie było to wiosło, którego ślady można zauważyć dokładniej przyglądając się obrazowi).
Bronzino był popularny jako portrecista wśród ówczesnych osobistości, jednak tego typu przenośne przedstawienie postaci nie zdarzało się często. Zwykle zamawiający preferowali bardziej typowe wizerunki, jak np. Portret Stefana Colonny w rycerskiej zbroi (1546).

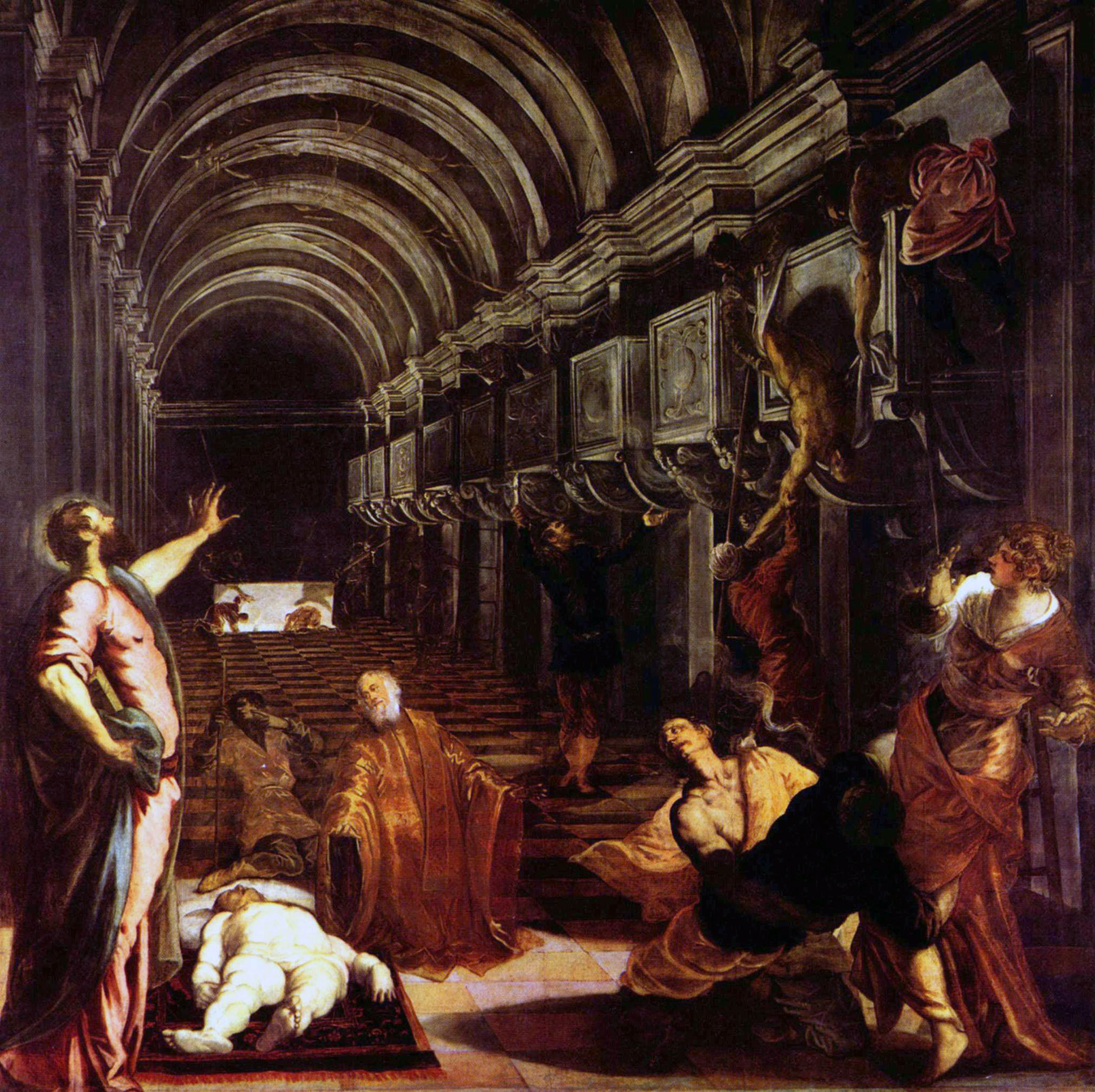
Jacopo Tintoretto, Odnalezienie ciała św. Marka

### Tintoretto–Odnalezienie ciała św. Marka(1562–1566)
olej na płótnie; wymiary: 405 × 405 cm
Duże, kwadratowe płótno, znane też pod tytułem Przeniesie ciała św. Marka. Przedstawia scenę poszukiwań w krypcie i odnalezienia zwłok. świętego przez dwóch weneckich kupców: Rustica da Torcello i Buona di Malamocco. Na pierwszym planie, po lewej, postać św. Marka stoi nad swoim ciałem, a w jej wyciągniętej dłoni zbiegają się linie perspektywy obrazu.
Jest to jedno z trzech dzieł Tintoretta o św. Marku, opisanych przez Giorgia Vasariego w Żywotach w 1568. Pozostałe dwa to: Wykradzenie ciała św. Marka i Święty Marek ratujący Saracena. Odnalezienie trafiło w 1811 do mediolańskiej pinakoteki.

### Giovanni Battista Moroni–Portret Antonia Navagero(1565)
olej na płótnie; wymiary: 115 × 96 cm
Portret burmistrza Bergamo, wówczas 33-letniego Antonia Navagero, w oficjalnym stroju: czerwonych szatach i czarnym płaszczu obszytym futrem. Obraz w 1648 znajdował się w rodzinnej rezydencji Navagero, pałacu Navagero alla Pietà. Nie wiadomo, w jaki sposób znalazł się w pinakotece; był odnotowany w katalogach z 1837 i 1875.

### Orazio Gentileschi–Wizja św. Cecylii(ok. 1605–1607)
olej na płótnie; wymiary: 350 × 218 cm
Sporych rozmiarów płótno przedstawia Cecylię, rzymską szlachciankę, która, według legendy, złożyła śluby czystości, lecz rodzice zmusili ją do ślubu z Walerianem, poganinem. Cecylia nie tylko nie złamała danego Bogu przyrzeczenia, ale skłoniła jeszcze męża i jego brata Tyburcjusza (także na obrazie) do przyjęcia chrztu. Anioł miał przepowiedzieć małżonkom rychłą męczeńską śmierć.
Obraz, przeznaczony do kościoła Santa Cecilia w Como, pochodzi z późniejszego okresu twórczości Gentileschiego, kiedy zrezygnował już z pozycji, jaką posiadał w środowisku otaczającym papieża Klemensa VIII i postanowił podjąć ryzyko przyłączenia się do raczkującej artystycznej awangardy.

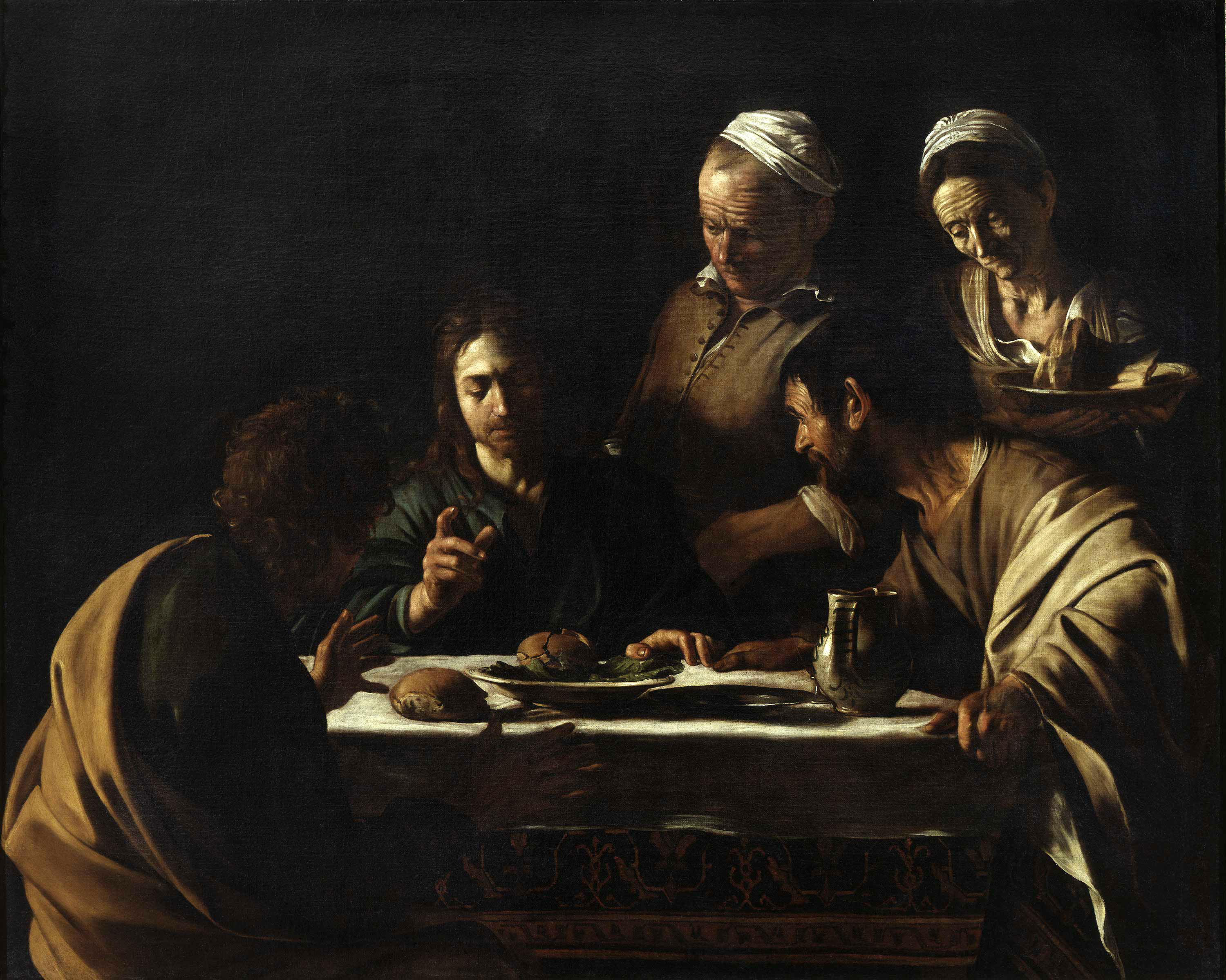
Caravaggio, Wieczerza w Emmaus

### Caravaggio–Wieczerza w Emaus(ok. 1606)
olej na płótnie; wymiary: 141 × 175 cm
Obraz przedstawia scenę, opisaną w Ewangelii św. Łukasza, gdy Jezus, po zmartwychwstaniu, objawił się dwóm swoim uczniom: Łukaszowi i Kleofasowi. Początkowo nie rozpoznali oni w napotkanym wędrowcu swego nauczyciela ale zaprosili go na wieczerzę, podczas której pobłogosławił chleb tak, jak to czynił Jezus. Wówczas uczniowie zrozumieli, kim jest ich towarzysz, ten jednak zniknął.
Płótno znajdowało się co najmniej od 1624 w domu Patrizich w Rzymie. Do zbiorów pinakoteki zostało włączone dopiero w 1939. Kwestią sporną pozostaje miejsce wykonania: niektórzy badacze sądzą, że obraz powstał w Rzymie, inni uważają, że w należącej do księcia Marzia Colonny miejscowości Zagarolo, dokąd artysta zbiegł po wydanym na niego wyroku śmierci za zabójstwo Ranuccia Tommasoniego.

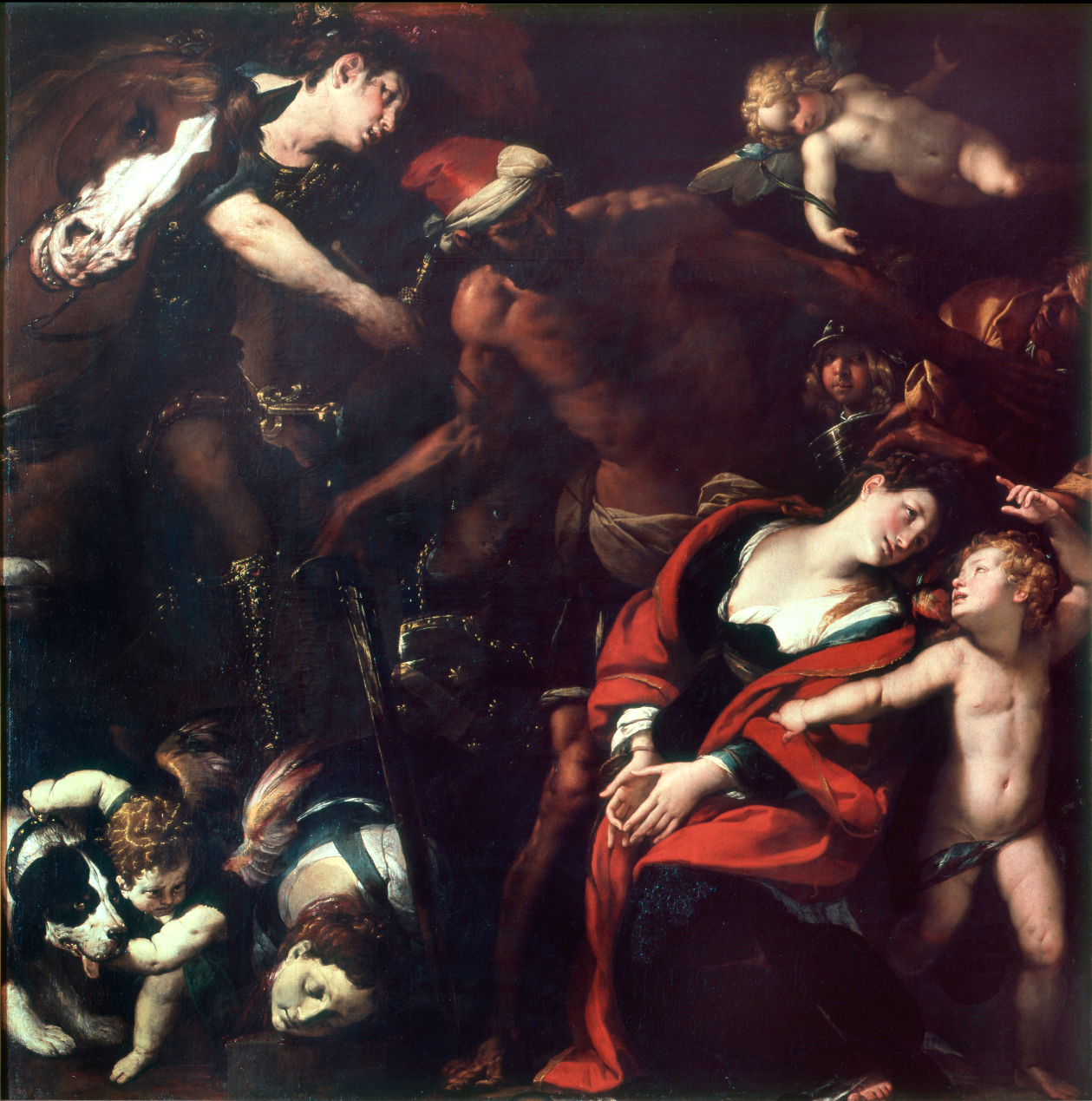
Cerano, Morazzone i Giulio Cesasre Procaccini, Męczeństwo świętych Rufiny i Sekundy

### Cerano,Morazzone,Giulio Cesare Procaccini–Męczeństwo świętych Rufiny i Sekundy(ok. 1622–1625)
olej na płótnie; wymiary: 192 × 192 cm
Obraz przedstawia męczeństwo dwóch rzymskich świętych: Rufiny i Sekundy, które zostały skazane przez prefekta Arkesilaosa (widoczny po lewej stronie, na koniu) na śmierć za to, że postanowiły zachować złożone śluby czystości. Sekundzie ucięto głowę a Rufinę pobito na śmierć kijem. Zdarzenie miało miejsce na 10 mili rzymskiej drogi via Cornelia, gdzie później zbudowano bazylikę Sante Rufina e Secunda.
Dzieło znajdowało się w kolekcji wenecjanina Scipiona Toso, znanego kolekcjonera, o czym wspomina Giovanni Antonio Castiglioni w wydanych w 1625 Mediolanenses Antiquitates. Z listu Giovanniego Pasty z 1636 wiadomo, że płótno, nazwane przez niego Dziełem trzech rąk, było wówczas częścią kolekcji arcybiskupa Mediolanu, Cesarego Montiego. Do pinakoteki trafiło w 1896 wśród 16 obrazów ze zbiorów Montiego.

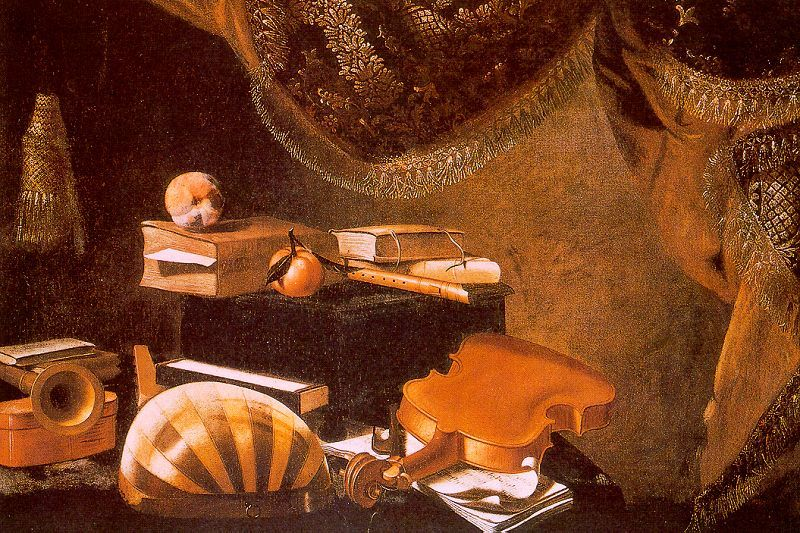
Evaristo Baschenis, Martwa natura z instrumentami muzycznymi

### Evaristo Baschenis–Martwa natura z instrumentami muzycznymi(ok. 1650)
olej na płótnie; wymiary: 60 × 88 cm
Martwe natury z instrumentami muzycznymi były specjalnością artysty. Ta, oprócz skrzypiec, mandoliny i fletu, przedstawia także: szkatułę, bombardę, otwartą partyturę, pomarańczę, książki i pudło. Do pinakoteki trafiła w 1912 za sprawą ówczesnego dyrektora, Ettore Modiglianiego. Baschenis zgromadził wokół siebie licznych naśladowców, co doprowadziło do problemów z ustalaniem autorstwa obrazów.

### Guido Cagnacci–Kleopatra(ok. 1660)
olej na płótnie; wymiary: 120 × 158 cm
Cagnacci wyspecjalizował się w malarstwie erotycznym, modnym w Wenecji połowy XVII w. Kleopatra jest przykładem tego typu dzieła, choć przedstawia scenę śmierci egipskiej królowej: na oparciu fotela wije się jadowita żmija. Obraz powstał w okresie, gdy artysta był nadwornym malarzem cesarza Leopolda I Habsburga, który zaproponował mu to stanowisko zaraz po koronacji w 1658.

### Fra' Galgario–Portret księcia Flaminio Tassi(ok. 1715)
olej na płótnie; wymiary: 127 × 98 cm
Fra' Galgario, właściwie Vittore Ghislandi, specjalizował się w portretach, nie tylko arystokratów czy mieszczan, ale także artystów, służących i rzemieślników.
Portret przedstawia prawdopodobnie księcia Flaminia Tassiego. Od Tassich w 1859 obraz zakupiła rodzina Piccinelli di Seriate, o czym mówi dokument z jej archiwum.

### Giacomo Ceruti–Siedzący mały tragarz z koszem, jajami i drobiem(ok. 1730)
olej na płótnie; wymiary: 130 × 95 cm
Ceruti w I poł. XVIII w. zapoczątkował nurt malarstwa realistycznego, do którego należy także ten obraz, przedstawiający chłopca-tragarza, który przysiadł na kamieniu, by odpocząć. Płótno, wraz z Małym tragarzem siedzącym na koszu, znajdowało się przypuszczalnie w kolekcji Barbisoni w Brescii, o czym świadczy wzmianka z 1760 roku. Nabyte w Anglii przez Giovanniego Testoriego, zostało podarowane pinakotece w 1966.

Giovanni Battista Piazzetta, Rebeka i Eleazar przy studni

### Giovanni Battista Piazzetta–Rebeka i Eleazar przy studni(1735–1740)
olej na płótnie; wymiary: 102 × 137 cm
Obraz przedstawia scenę opisaną w Biblii: spotkanie Rebeki, przyszłej żony Izaaka, z Eleazarem, sługą Abrahama. Pochodzi z dojrzałego okresu twórczości artysty, kiedy porzucił już operowanie dramatycznymi efektami światłocienia, charakterystyczne dla jego wcześniejszych prac. Pierwotnie płótno znajdowało się w kolekcji Alvisa Vendramina w Wenecji.

### Canaletto–Widok kanału i placu św. Marka z Punta della Dogana(ok. 1740)
olej na płótnie; wymiary: 53 × 70 cm
Canaletto, specjalizujący się w modnych wówczas wedutach, przedstawił na tym obrazie scenę, którą malował niejednokrotnie: na pierwszym planie łodzie na kanale przed pl. św. Marka w Wenecji, w tle pałac Dożów i Biblioteka św. Marka. W 1928 dzieło znalazło się w pinakotece.

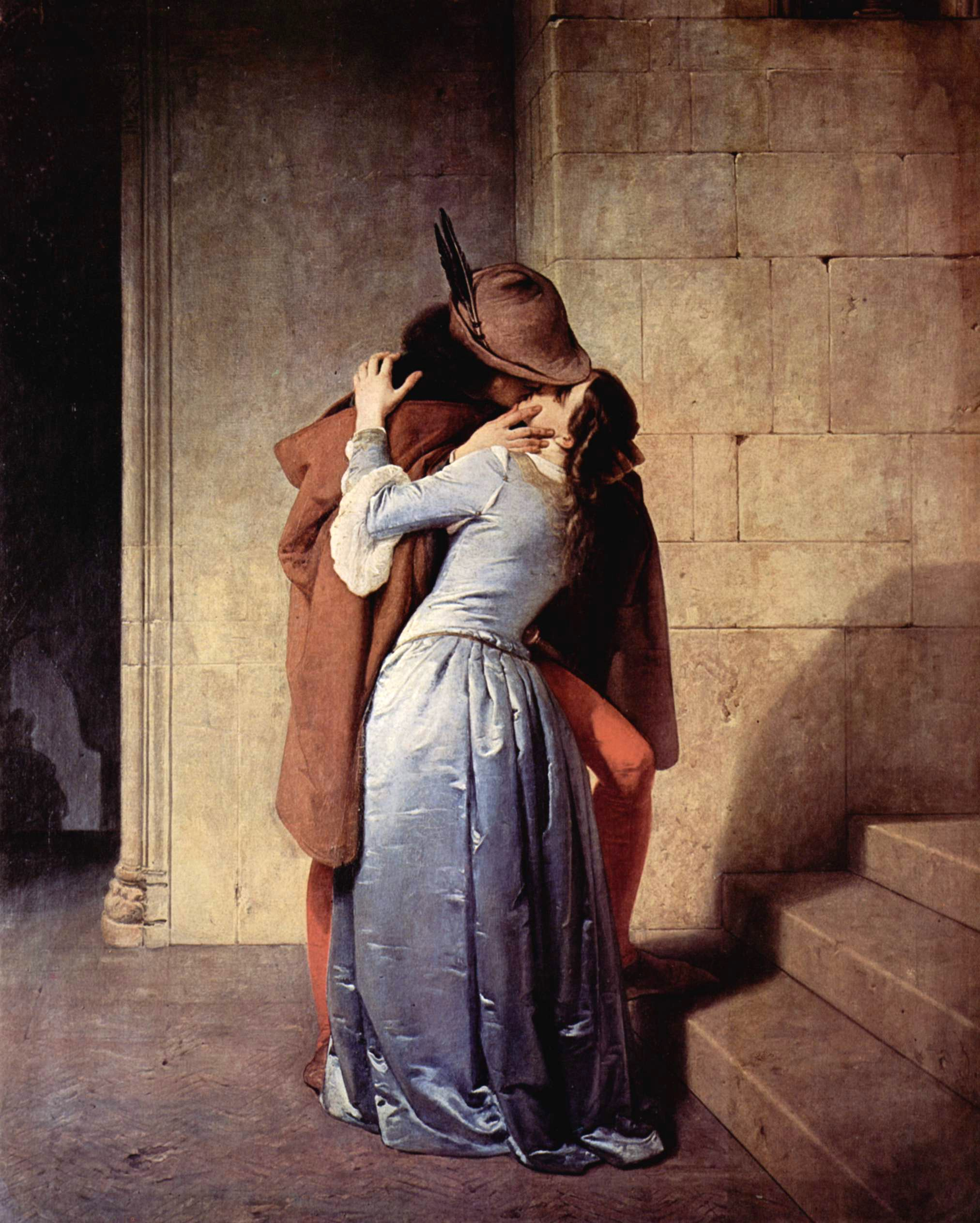
Francesco Hayez, Pocałunek

### Francesco Hayez–Pocałunek(1859)
olej na płótnie; wymiary: 112 × 88 cm
Obraz, przedstawiający scenę pocałunku w półmroku średniowiecznego wnętrza, zamówił u niemal 70-letniego wówczas Hayeza książę Alfonso Maria Voscinti da Saliceto. Do pinakoteki płótno trafiło w 1886 dzięki zapisowi księcia.

### Silvestro Lega–Altana(1868)
olej na płótnie; wymiary: 75 × 93,5 cm
Silvestro Lega należał do malarzy nazywanych macchiaioli, czyli „plamkarze”, operujących barwną plamą. Obraz ten powstał w okresie, gdy artysta mieszkał w Piagentinie nieopodal Florencji. Przedstawia kilka kobiet odpoczywających w altanie podczas słonecznego popołudnia.
Po raz pierwszy obraz wystawiono we Florencji w 1868, wówczas pod tytułem Po obiedzie. W 1914 trafił do kolekcji Galli jako Altana. W 1931 został zakupiony przez stowarzyszenie „Przyjaciele Brery” i podarowany pinakotece.

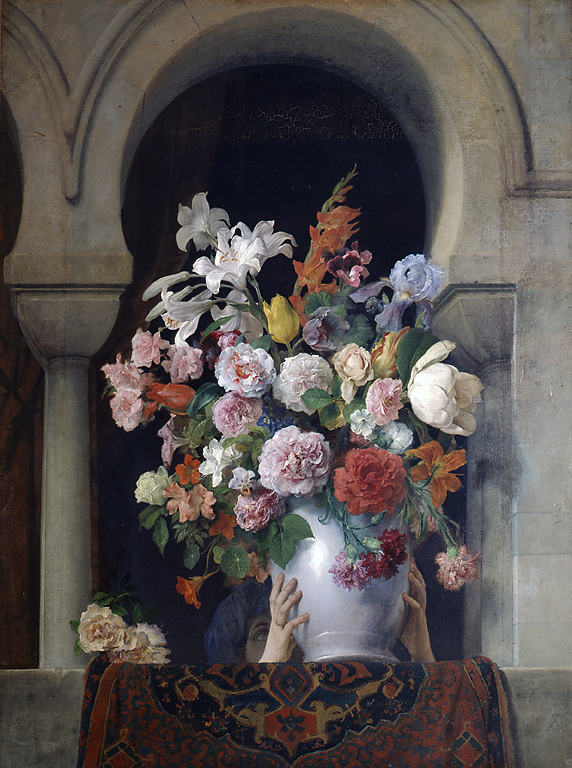
Francesco Hayez, Waza z kwiatami w oknie haremu

### Francesco Hayez –Waza z kwiatami w oknie haremu(1881)
olej na płótnie; wymiary: 125 × 94,5 cm
Martwa natura pędzla 90-letniego już wówczas artysty przedstawia wazon z kwiatami, temat, który w pierwszej połowie XIX w. nie był jeszcze popularny we włoskim malarstwie. Hayez wprowadzał motywy kwiatowe do swoich prac począwszy od lat 30.
Wazon trzymany jest w dłoniach kobiety, której twarz widoczna jest w tle zaledwie we fragmencie. Artysta sportretował tak swoją przybraną córkę, Giuseppinę Binę Hayez.

### Giovanni Fattori–Odpoczynek(1887)
olej na płótnie; wymiary: 88 × 170 cm
Odpoczynek, znany też jako Czerwony wóz powstał w 1887 a malarz w pracy nad obrazem wykorzystał rysunki i studia natury, które poczynił przebywając w 1882 w należącej do markizy Corsini posiadłości La Marsiliana w Maremmie. Podobnie jak w innych swoich dziełach większych rozmiarów, Fattori nie użył tu techniki malowania barwnymi plamkami, choć stosował ją w obrazach mniejszego formatu. W 1887 płótno było pokazywane na międzynarodowej wystawie w Wenecji.

### Giuseppe Pellizza da Volpedo–Rzeka ludzi(1895–1896)
olej na płótnie; wymiary: 255 × 438 cm
Dużych rozmiarów płótno pierwotnie przez Pellizzę zostało zatytułowane: Posłańcy głodu. Przedstawia rzeszę strajkujących robotników rolnych, niczym rzeka zalewających wiejską drogę. Stało się wzorem dla Pochodu robotników, nazywanego też Czwartym stanem – najsłynniejszego dzieła artysty.

### Umberto Boccioni–Bójka w Galerii Wiktora Emanuela(ok. 1910–1911)
olej na płótnie; wymiary: 76 × 64 cm
Boccioni, jeden z twórców futuryzmu i współautor Manifestu futuryzmu, przedstawił scenę bijatyki przed wejściem do kawiarni w Galerii Wiktora Emanuela w Mediolanie. Kompozycja obrazu, namalowanego za pomocą małych barwnych plamek, oparta na spiralnym układzie postaci w centrum, oddaje dynamizm tłumu, łamiąc zasady budowania przestrzeni w układzie perspektywicznym.
Dzieło znajdowało się w kolekcji Vico Baer w Galleria il Milione, w 1976 zostało podarowane pinakotece przez Emilia i Marię Jesi.